# Ex convento di Santa Caterina
L'ex convento di Santa Caterina si trova in piazza San Marco a Firenze, con affacci e ingressi anche su via Cavour 49, via degli Arazzieri e via San Gallo 18-20. Oggi vi ha sede il Comando Militare per il Territorio dell'Esercito "Toscana".

## Storia

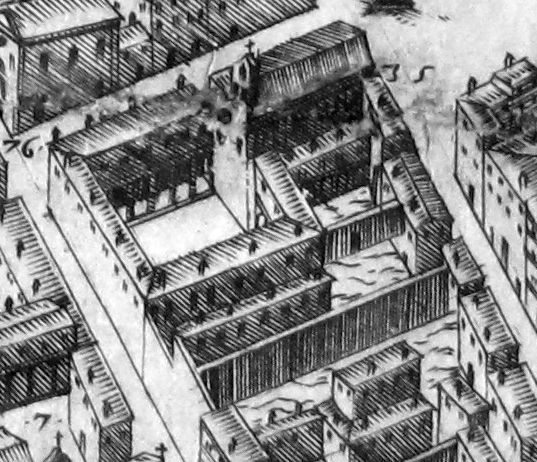
Il convento nella pianta del Buonsignori

Era qui in origine un convento domenicano intitolato a santa Caterina da Siena, fondato da Camilla Bartolini Davanzati e consacrato nel 1506. La donna era stata sedotta dalle prediche di Girolamo Savonarola assieme al marito Ridolfo Rucellai, che pure abbracciò la vita monastica. Tuttavia Ridolfo non prese mai i voti, pur abitando nel vicino convento di San Marco, mentre Camilla divenne terziaria domenicana di Santa Maria Novella, assieme a tre donne della famiglia Rosselli, che posedevano case e terreni proprio qui, permettendo la fondazione di un nuovo convento. Nel 1527, durante la cacciata dei Medici, fu affidata alle suore del convento la piccola Caterina de' Medici, scomoda nipote di Clemente VII.
Negli anni successivi il monastero e la sua chiesa furono ingranditi ed abbelliti grazie anche a numerosi lasciti, con il contributo di molte illustri famiglie fiorentine. Qui visse suor Plautilla Nelli, considerata la prima artista donna di rilievo nella storia dell'arte. Vi dipinse l'Ultima cena su tavola, considerata la più grande opera d'arte antica dipinta mai da una donna (oggi si trova nel museo di Santa Maria Novella).
Nel 1808, a seguito delle soppressioni napoleoniche, la fabbrica fu adattata dall'architetto Giuseppe Del Rosso a Conservatorio delle Arti e dei Mestieri: negli anni successivi trovarono qui spazio l'archivio, la biblioteca e la collezione di antichità dell'Accademia di Belle Arti, una collezione di minerali raccolta da Giovanni Targioni Tozzetti e, nel 1831, la collezione egizia granducale (comprensiva delle opere raccolte durante la spedizione franco toscana del 1828-1829).
Interessato da un progetto steso dall'architetto Mariano Falcini che lo aveva immaginato adattato a seminario Arcivescovile, l'edificio fu in realtà nel 1853 adibito a caserma della Gendarmeria, quindi nuovamente interessato da interventi in occasione del trasferimento a Firenze della Capitale d'Italia, nel 1865, essendo stato individuato per ospitare il Ministero della Guerra. Tale nuova e importante destinazione comportò la soprelevazione di un piano e la distruzione dell'antica chiesa conventuale posizionata su via degli Arazzieri, il tutto al fine di adeguare e ampliare gli spazi disponibili. Fu quindi in questa occasione che, ad eccezione del cortile, la fabbrica perse i caratteri propri dell'originaria struttura religiosa, anche perché, per allargare via degli Arazzieri, si rese necessario abbattere interamente l'antico fronte su questo lato, poi ricostruito su progetto dell'architetto Giovanni Castellazzi, tenente colonnello del Genio.

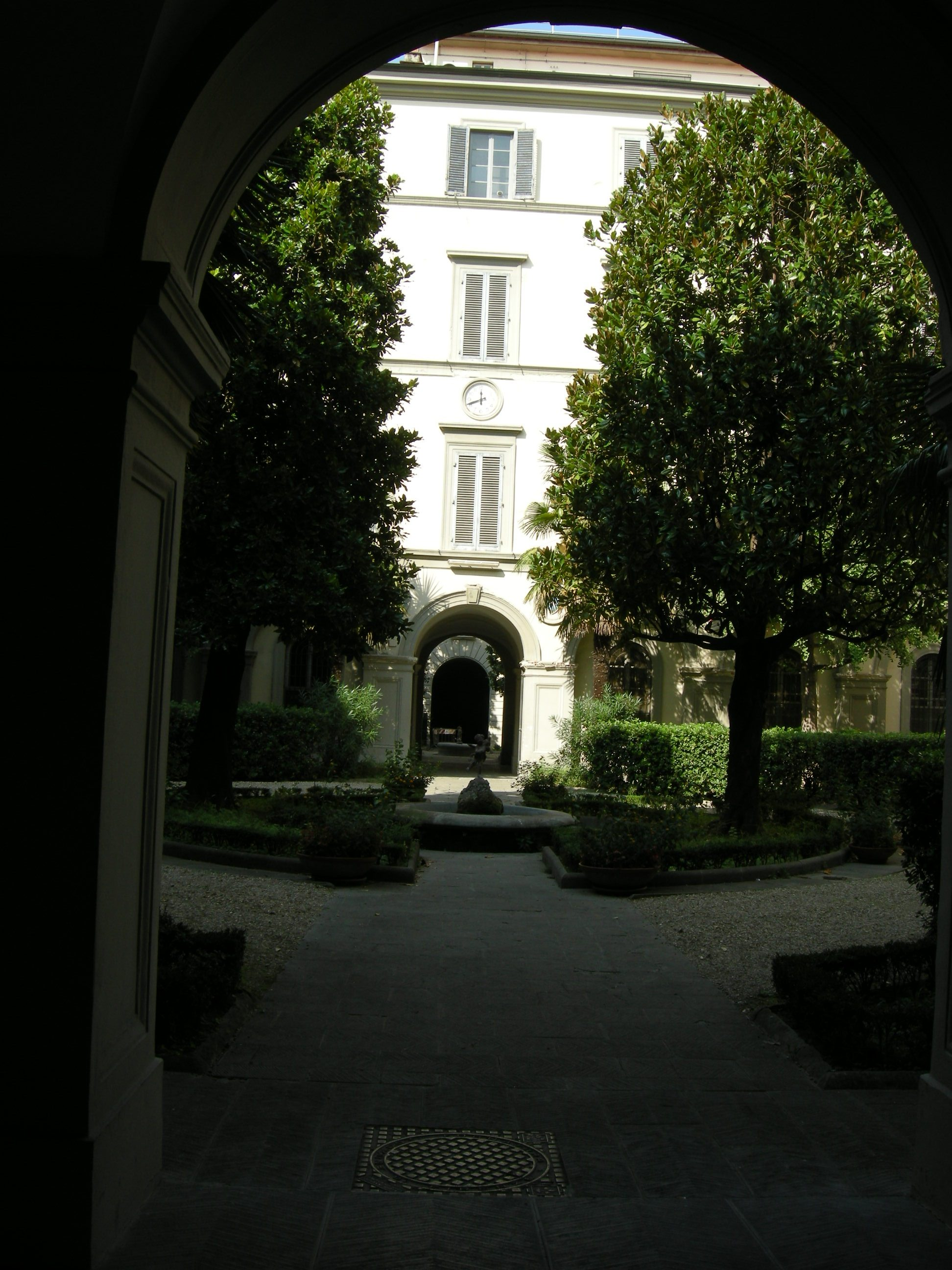
Cortile

Allo stesso era d'altra parte chiaro di aver trasformato radicalmente e quindi snaturata l'antica struttura, così come di avere "fatto sacrifizio di ogni senso artistico": non stupiscono quindi le aspre critiche che accompagnarono la realizzazione, ben sintetizzate da un articolo de "La Nazione" del primo settembre 1866: "La piazza San Marco, come se avesse bisogno di un'altra deturpazione, ha veduto crescere il casone del Ministero della Guerra. Le cento finestre dettero il nome di una casa signorile fiorentina. Le mille finestre del nuovo palazzo, il colore giallo-rosso e la bassissima porta si contendono l'onore di dare il nome al nuovo palazzo che il pubblico ha già cominciato a battezzare col nome di palazzo della porta nana".
Diventato in seguito sede del Gran Comando del Dipartimento Militare, l'edificio fu colpito nel 1931 da un devastante incendio che distrusse il terzo piano, comportando nuovi lavori di trasformazione e miglioramento.

## Descrizione
Il vasto edificio occupa gran parte dell'isolato tra via San Gallo, via degli Arazzieri e via Cavour. Due facciate simmetriche decorano i fronti principali e sono fonte dei lavori ottocenteschi. Al pian terreno si trova una fascia finto bugnato in pietra artificiale, seguita ai piani superiori da tre ordini di finestre neorinascimentali.
Una lapide lungo via Cavour ricorda Antonio Baldissera, il generale che comandò le truppe italiane in Eritrea. Vi si legge:
| 1838-1917 / Antonio Baldissera che la schiavitù d'Italia / aveva condannato nella irredenta regione nativa / a servire le armi straniere respinse da se / insigne grado e onori recò nei non ancor sicuri destini nazionali / il trionfo dei valori e della dottrina di figlio devoto / fu nella guerra eritrea restauratore sapiente animoso / delle pericolanti fortune e nella guerra integratrice / della patria italiana educatore preparatore / invocato maestro memorabile esempio ai soldati d'Italia Firenze ne fa memoria / qui dove tenne il comando |

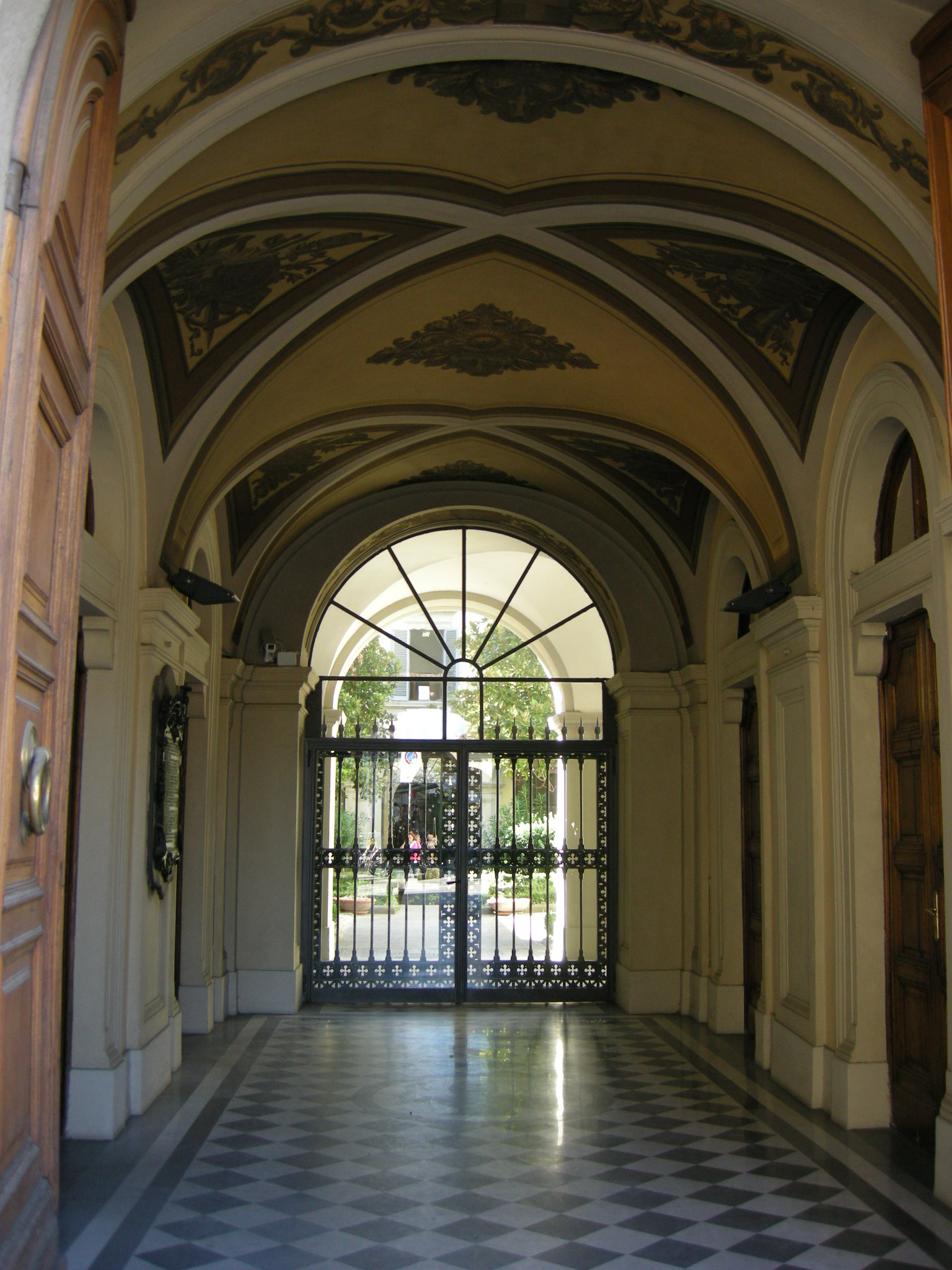
Atrio

Si accede alla caserma da un atrio con pitture a monocromo raffiguranti partiture geometriche, fregi e trofei. A destra una targa bronzea ricorda i soldati italiani caduti nella prima guerra mondiale.
Il cortile è delimitato su tre lati da un portico a tutto sesto impostato su massicci pilastri, con i fronti interni decorati da tondi dipinti dei reggimenti dell'esercito italiano. Tra le colture che decorano lo spazio verde al centro ci sono siepi di alloro, palme e altre piante ornamentali. Al centro si trova una fontana di forma circolare decorata da un putto.